# (10336) 1991 PJ12
A (10336) 1991 PJ12 a Naprendszer kisbolygóövében található aszteroida. Henry Holt fedezte fel 1991. augusztus 7-én.

## Kapcsolódó szócikk
- Kisbolygók listája (10001–10500)